# Una lunga domenica di passioni (romanzo)
Una lunga domenica di passioni è un romanzo dello scrittore francese di origine italiana Sébastien Japrisot, racconta una storia di guerra ma ha la struttura narrativa di un romanzo giallo.

## Trama
La notte del 6 gennaio 1917 cinque soldati francesi condannati per autolesionismo vengono scortati in un settore di prima linea del fronte perché vengano uccisi dal nemico invece di essere fucilati. Il più giovane, Manech, è fidanzato da anni con la compaesana Mathilde.
Oltre due anni più tardi, nell'agosto 1919, la guerra è già finita da nove mesi; a Cap-Breton in Aquitania, Mathilde viene informata che un sergente ricoverato in un ospedale vuole parlarle perché sa qualcosa del suo fidanzato Manech. Il sottufficiale, che si chiama Daniel Esperanza, racconta di avere scritto sotto dettatura l'ultima lettera di Manech alla fidanzata: il 6 gennaio 1917 era stato incaricato dal comando di scortare i cinque condannati a morte in una trincea soprannominata Bingo Crepuscolo, a soli 150 metri dalle linee tedesche. Le cose erano state fatte in segreto, come se i comandi si vergognassero, e con disapprovazione di tutti i combattenti coinvolti. I cinque vennero gettati nel cuore della notte nella terra di nessuno coperta di neve. Esperanza e tutti i soldati coinvolti furono in seguito trasferiti su altri fronti; il sergente venne poi a sapere da un soldato di Bingo Crepuscolo che i cinque erano morti, che il mattino dopo i francesi avevano preso la trincea tedesca di fronte, che Manech aveva costruito un pupazzo di neve nella terra di nessuno usando solo la mano sinistra, e che un aereo era stato abbattuto sopra i campi con una bomba a mano.
Tuttavia, tra i ricordi che il sergente Esperanza consegna a Mathilde c'è la lettera del capitano Favourier, comandante di Bingo Crepuscolo, il quale sostiene che il mattino seguente i cinque condannati erano ancora tutti vivi davanti alle trincee nemiche. Aggrappandosi a questa notizia, nella speranza di ritrovare vivo il fidanzato, Mathilde parte alla ricerca di notizie sugli avvenimenti del 7 gennaio; impresa non facile dal momento che è inchiodata su una sedia a rotelle dall'età di 3 anni a seguito di una caduta, e che per ragioni di salute vive a mille chilometri da Parigi, nella casa vacanze dei genitori, insieme a una coppia di guardiani, Sylvain e Bènedicte.
Mathilde si fa accompagnare a Parigi sulle tracce di Six-Sous e l'Esquimese, due dei cinque condannati. Contatta anche l'avvocato di famiglia, Pierre-Marie Rouvière, al quale racconta la storia intera; il legale indaga tramite un suo amico ufficiale e riferisce a Mathilde che la storia è solo parzialmente vera, i cinque sono morti, mentre è probabilmente un'invenzione di Daniel Esperanza la barbarie dei condannati gettati nella terra di nessuno: infatti il 2 gennaio il Presidente della Repubblica Raymond Poincaré aveva concesso la grazia, tanto è vero che gli altri 10 condannati nel medesimo processo sono attualmente ai lavori forzati.
Per dimostrare che la lettera del capitano Favourier non è inventata da Esperanza, Mathilde cerca la conferma a un dettaglio contenuto nel testo, la descrizione di un raro francobollo con l'effigie della regina Vittoria, e quando lo trova su un catalogo filatelico decide che anche il resto è verità: domenica 7 gennaio, tutti e cinque i condannati erano ancora vivi davanti Bingo Crepuscolo.
Mathilde moltiplica le lettere alle vedove degli altri condannati e pubblica anche un annuncio sul giornale, chiunque si trovasse a Bingo Crepuscolo il 7 gennaio 1917 è pregato di mettersi in contatto con lei. Una vicina di casa di Marsiglia però conferma che Tina Lombardi, la vedova di Ange Bassignano, rifiuta di rispondere alle lettere di Mathilde. L'avvocato Rouvière la avverte che in questo modo espone chiunque dei cinque fosse eventualmente sopravvissuto alla domenica del 7 gennaio al pericolo di una condanna a vita ai lavori forzati, dal momento che la sentenza è ancora valida.
Continuano a arrivare risposte via lettera al suo annuncio. Si scopre per via indiretta che Tina Lombardi è convinta per qualche ragione che due condannati siano sopravvissuti: Bastoche l'Esquimese e suo marito Ange. Mathilde scopre anche che Bastoche indossava stivali tedeschi presi a un nemico caduto, e che prima di essere gettato fuori dalla trincea li ha scambiati con un caporale di nome Gordes per evitare conseguenze ancora più gravi nel caso fosse catturato dal nemico. Gordes è a sua volta morto in azione nei giorni successivi, ma da uno scambio di lettere con la vedova Mathilde viene a sapere che si era appena riconciliato con il condannato Bastoche dopo una storia patetica: siccome i padri con 6 figli a carico venivano congedati, e lui pur non essendo fertile ne aveva riconosciuti 5 delle due mogli, aveva chiesto all'amico e compagno di reggimento di mettere incinta la consorte Élodie, salvo poi dimostrarsi estremamente geloso. Lo scambio di stivali era un modo di fare pace.
Mathilde incarica un investigatore privato, Germain Pire, di ricercare la moglie di Bassignano e il soldato Célestin Poux, a quanto pare uno dei pochi testimoni oculari sopravvissuti alla guerra. Purtroppo una notizia tremenda soffoca le speranze: l'avvocato Rouvière ha scoperto che Manech è morto e sepolto insieme agli altri quattro condannati nel cimitero militare di Péronne (Somme).
Sembra che Mathilde abbia messo l'anima in pace; gli anni passano, a ogni anniversario del 7 gennaio la ragazza si fa accompagnare a Péronne per trovare il suo fidanzato. La tomba di Ange Bassignano ha sempre fiori freschi. Il padre di Mathilde acconsente a costruire per lei una villa nel terreno dove si nascondeva per fare l'amore con Manech, in una capanna di pescatori. La rassegnazione è tuttavia solo apparente; dopo la morte prematura dei genitori di Manech, la ragazza pubblica di nuovo un annuncio sulle riviste per reduci. Infine, l'investigatore Germain Pire rintraccia Célestin Poux che si precipita in moto a Villa MMM (Manech aiMe Mathilde), la nuova casa di Mathilde.
Il racconto dettagliato di Célestin Poux non le lascia comunque molte speranze. Sì, è stato lui a dare un guanto di lana rossa a Manech prima che fosse gettato fuori. Ange Bassignano è stato ucciso davanti ai suoi occhi da un tiratore scelto francese perché per arrendersi era pronto a rivelare le posizioni delle mitragliatrici di Bingo Crepuscolo. I tedeschi non volevano aprire il fuoco sui cinque disgraziati, consideravano una vigliaccheria l'ordine dei comandi francesi, ma un aereo è sceso a mitragliare la terra di nessuno: Manech è stato colpito alla schiena mentre costruiva il pupazzo di neve, il velivolo era così basso che Bastoche l'ha danneggiato con una bomba a mano trovata in terra, prima di cadere falciato dalla mitragliatrice di coda. L'aereo si è abbattuto al suo un chilometro più in là. L'artiglieria tedesca ha aperto il fuoco, i francesi hanno deciso di avanzare per ridurre lo spazio tra loro e il nemico e rendere impossibile la precisione di tiro: così hanno espugnato due trincee successive, ci sono stati più di 100 morti. Il giorno successivo reparti inglesi hanno rilevato quel tratto di fronte e reperito i cadaveri dei cinque condannati con tanto di piastrine d'identità.
Mathilde pretende che Célestin Poux la accompagni a vedere Bingo Crepuscolo. I due partono in treno con Sylvain, ma tutto è cambiato sul luogo dal momento che sono passati cinque anni. Mathilde riesce a mettersi in contatto con la famiglia di contadini che ha rintracciato i corpi sepolti nella terra di nessuno, ritiene strano che nessuno abbia notato il vistoso guanto di lana rossa che Célestin Poux aveva regalato a Manech.
Una nuova notizia la sconvolge: Tina Lombardi è stata ghigliottinata perché riconosciuta responsabile dell'assassinio di François Lavrouye, il comandante di battaglione che non ha trasmesso la grazia del presidente Poincaré ai condannati. La donna lascia una lettera a Mathilde, perché adesso non deve più difendersi da lei: le scrive che ha perduto ben presto l'illusione di ritrovare vivo il suo Nino e si è dedicata solo alla vendetta, ma un punto del suo racconto accende la curiosità della ragazza perché concorda con i ricordi di Célestin; dopo la presa delle trincee tedesche, il caporale Gordes ha riaccompagnato dei prigionieri nelle retrovie di Bingo Crepuscolo passando per la terra di nessuno; è stato poi visto, prima di morire in un bombardamento, insieme a un soldato di nome Desrochelles che aveva alla mano un guanto rosso. L'austriaca signora Weiss, da Mathilde incontrata nel cimitero di Péronne in visita alla tomba del fratello ucciso dai francesi, la mette in contatto con un altro dei prigionieri di quel giorno, il quale conferma che uno dei cinque morti nella terra di nessuno indossava stivali militari tedeschi. Siccome Bastoche li aveva ceduti all'amico Gordes, Mathilde deduce che si tratta di quest'ultimo, tornato a accertarsi della sorte dell'amico. Forse uno dei condannati si è dunque salvato al posto suo. Ma chi è il presunto Desrochelles?
Molti soldati usavano codici criptati per corrispondere con mogli e fidanzate eludendo la censura; tra le lettere d'addio dei cinque ricopiate dal sergente Esperanza, la più “piatta” è quella di Benoît Notre-Dame; Mathile la sviscera, la analizza finché vi trova un appuntamento alla moglie per il marzo successivo (due mesi dopo gli eventi di Bingo Crepuscolo) in una località di nome Bernay non distante da Parigi. Evidentemente contava di sopravvivere e disertare.
La ragazza convince Sylvain a accompagnarla a Bernay, dove rintracciano Notre-Dame, che è davvero sopravvissuto e vive sotto falso nome con moglie e figlio; per tutti questi anni l'ha aspettata con il timore di essere denunciato. Le racconta quello che ha visto con i suoi occhi. Il suo proposito era sopravvivere alla notte e dileguarsi il giorno dopo. Si è nascosto in una cantina crollata scoperta sotto un muro sbreccato, nella terra di nessuno. Ha visto Bastoche abbattere l'aereo con una granata e finire mitragliato, ha visto Bassignano colpito alla nuca perché voleva passare al nemico, ha visto Six-Sous abbattuto mentre cantava. Nel corso della domenica, quando il caporale Gordes è venuto a cercare il suo amico Bastoche, è rimasto ucciso da una granata; Benoît ha scambiato i propri vestiti e la piastrina di riconoscimento con quelli del morto, e poi si è accorto che Manech era ancora vivo anche se febbricitante. Insieme a Gordes era morto un altro soldato, Desrochelles; ha scambiato i documenti con quelli di Manech che ha portato via con sé. Il ragazzo è stato evacuato senza memoria e con il nome del morto, Benoît è fuggito a piedi vestendosi da civile e raggiungendo Bernay.
L'investigatore Pire scopre che Jean Desrochelles è ancora vivo e abita con la madre presso Parigi. La donna, che ha perduto l'unico figlio poco dopo il marito, ha trovato in Manech una ragione di vita, e ora ha il terrore che Mathilde lo porti via.
Mathilde si fa accompagnare da Manech. È il 1924; dopo sette anni la sua testardaggine l'ha condotta a ritrovare il suo fidanzato.

## Protagonisti
I cinque condannati a morte
- Kléber Bouquet, detto Bastoche e anche l'Esquimese, 37 anni, matr. 2124, falegname del quartiere Bastiglia a Parigi.
- Francis Gaignard, detto Six-Sous, 31 anni, matr. 4077, caporale di Bagneux presso Parigi, sindacalista e attivista socialista. Si è sparato alla mano per solidarietà con i commilitoni.
- Benoît Notre-Dame, detto Quest'uomo, 30 anni, matr. 1818, contadino della Dordogna.
- Ange Bassignano, 26 anni, matr. 7328, nato a Marsiglia da genitori italiani, si è arruolato come alternativa al carcere (era condannato a 5 anni per un “delitto d'onore”), per questo è chiamato anche Diritto Comune.
- Jean Etchevery, detto Manech, per i commilitoni Bleuet (“la recluta”), matr. 9692, pescatore, 19 anni. È di Cap Breton, e per questo i soldati pensano sia bretone; fidanzato con Mathilde. Ha perduto la mano destra sporta fuori dalla trincea con una sigaretta accesa. Dopo la sentenza di condanna ha perso la ragione.

Altri protagonisti
- Mathilde Donnay, nata il 1º gennaio 1900, ha perduto l'uso delle gambe all'età di 3 anni a seguito di una caduta; è la fidanzata di Manech.
- Daniel Esperanza, sergente che ha scortato i cinque condannati verso la linea del fronte.
- Étienne Favourier, capitano della trincea Bingo Crepuscolo.
- Pierre-Marie Rouvière, avvocato di Mathieu Donnay, il padre di Mathilde.
- Germain Pire, investigatore privato.
- Caporale Gordes, detto Biscotte, falegname amico di Bastoche.
- Jean Desrochelles, soldato che accompagna il caporale Gordes nella terra di nessuno.
- Élodie Gordes, moglie del caporale Gordes.
- Véronique Passavant, amante di Bastoche.
- Sylvain, custode della Villa Poéme dove Mathilde vive la maggior parte dell'anno.
- Bénedicte, moglie di Sylvain.
- Mathieu Donnay, padre di Mathilde.
- Tina Lombardi, Valentina Maria Lombardi alias Emilia Conte, “l'assassina di ufficiali”, moglie di Ange Bassignano, che lei chiama Nino.
- Célestin Poux, detto “il terrore degli eserciti”, testimone oculare dei fatti di domenica 7 gennaio 1917.
- François Lavrouye, comandante di battaglione.

## Critica
Il tema della perdita di identità è il cuore dell'ultimo romanzo scritto da Sébastien Japrisot, che non vedrà mai la versione cinematografica di Jean-Pierre Jeunet. La mistificazione di chi è davvero scampato alla condanna a morte davanti alla trincea di Bingo Crepuscolo, favorita dall'anonimato delle piastrine matricolari, è lo stratagemma narrativo intorno al quale si costruisce un complesso enigma, con colpi di scena a ogni capitolo: un immenso rompicapo simile a un puzzle dove ogni verità che Mathilde conquista è nascosta dietro una quantità di dati, dettagli, particolari, simile allo smontaggio di una matrioska, di personaggi contenuti uno nell'altro. La stessa perdita di memoria che affligge Manech aiuta naturalmente questa confusione di identità.
Il romanzo si inscrive in modo particolare nella tradizione della vastissima memorialistica sulla Grande Guerra, alla quale comunque l'autore non vi ha partecipato per ovvie ragioni anagrafiche: senza dubbio, un'opera di denuncia dell'orrore della guerra.
(Sébastien Japrisot)
Japrisot ha lavorato con estrema cura sulla documentazione disponibile in modo da restituire un'ambientazione il più possibile credibile:
(Sébastien Japrisot)
L'autore fa risalire ai racconti orali del nonno materno, combattente a Verdun, il punto di partenza del romanzo; i suoi ricordi lo affascinavano e non ha mai dimenticato il terrore che gli ispiravano, al punto da domandarsi come si sarebbe comportato se avesse dovuto anche lui scendere nelle trincee di fango di fronte al nemico, alle mitragliatrici e alle bombe.
L'idea di una storia sull'autolesionismo in trincea è ricavata da Guy Pedroncini, il quale nella sua discussa tesi sostiene che gli ammutinamenti dell'anno 1917 sono uno dei segreti più coperti della storia, e si diffonde ampiamente sulla gestione della repressione da parte del maresciallo Philippe Pétain. Sébastien Japrisot, convinto pacifista, si impadronisce anche di una dichiarazione del maresciallo Marie-Émile Fayolle, citata anche nel testo del romanzo, secondo la quale l'idea di gettare i condannati a morte nella terra di nessuno fra le linee è appunto di Pétain:
(M.E.Fayolle, 25 gennaio 1917, Cahiers sécrets de la Grande Guerre)
Il controllo del dettaglio veritiero ossessiona Japrisot, che detesta la possibilità di involontari anacronismi; ciò nonostante dopo la pubblicazione del romanzo un lettore gli scrive che il calendario è cambiato dopo gli anni Dieci, e San Benedetto durante la guerra non si festeggiava l'11 luglio... La stesura del testo è lunga e difficile, tre anni di lavoro tra il 1989 e il 1991, contro i nove giorni (per 16 ore al giorno) richiesti da Trappola per Cenerentola e dieci per Scompartimento omicidi.

## Edizioni
- Sébastien Japrisot, Una lunga domenica di passioni, traduzione di Simona Martini Vigezzi, Baldini & Castoldi, 1992, ISBN 88-85988-09-1.
- Sébastien Japrisot, Una lunga domenica di passioni, collana Scala stranieri, Rizzoli, 2005,  p. 279, ISBN 978-88-17-00569-2.